# Synagoge (Humpolec)

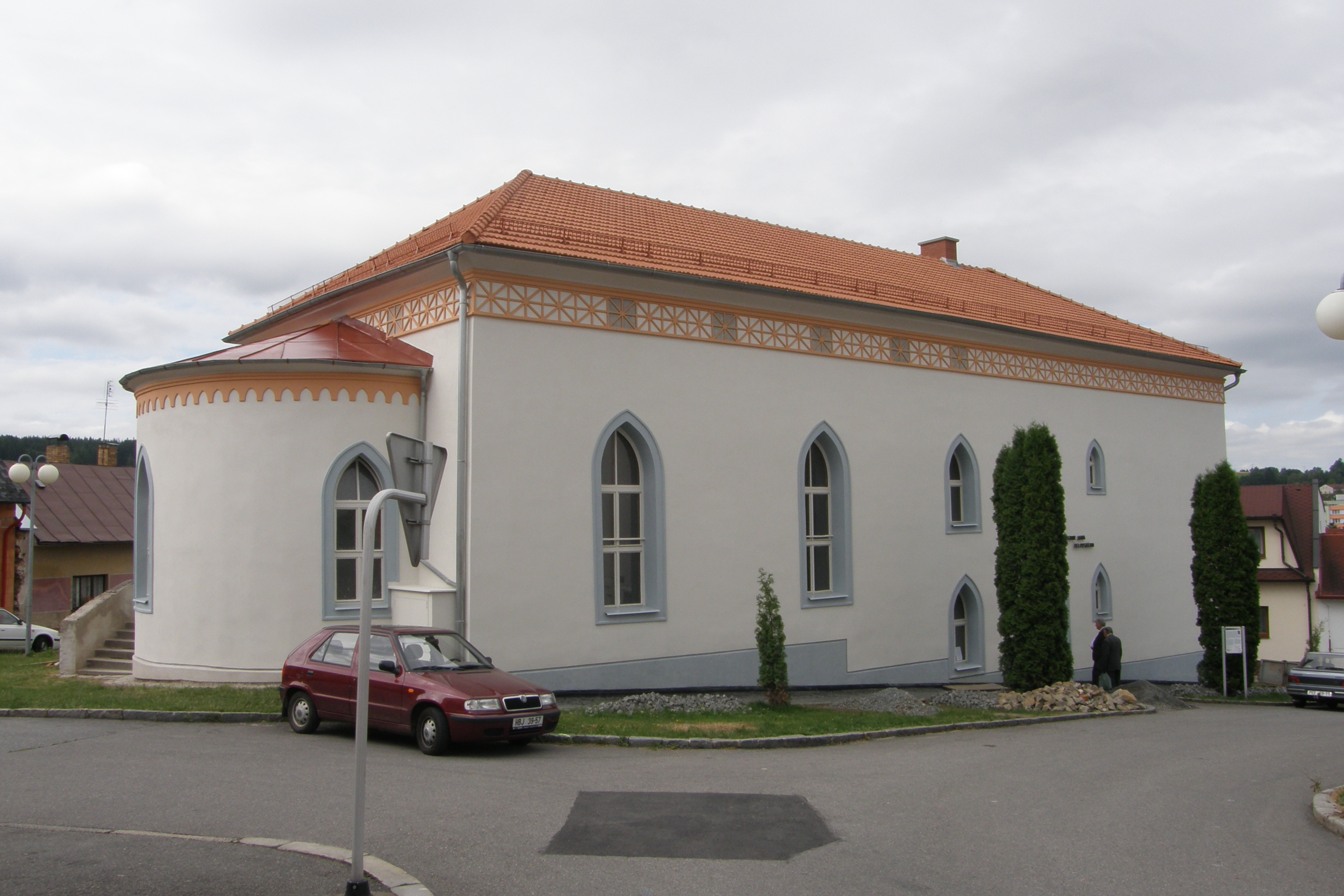
Das heutige Gebäude der ehemaligen Synagoge (2010)

Die Synagoge in Humpolec wurde 1762 fertiggestellt. Seit 1961 dient das Gebäude als Gemeindehaus der Tschechoslowakischen Hussitischen Kirche.

## Geschichte
Die jüdische Gemeinde in Humpolec, die mit einer langen Unterbrechung seit dem 14. Jahrhundert bestand, hielt die Gottesdienste zuerst in privaten Wohnungen ab; sie beantragte schließlich 1754 den Bau einer Synagoge. 1760 wurde deren Errichtung durch Jakub Benedikt Freiherr von Neffzern, den damaligen Eigentümer der Ländereien von Herálec und Humpolec, genehmigt.
1886 hat ein Großbrand in Humpolec auch die Synagoge stark beschädigt, die daraufhin neu aufgebaut werden musste. Im ausgehenden 19. Jahrhundert wurde die Synagoge rekonstruiert und erweitert. Gottesdienste fanden bis zum Ausbruch des Zweiten Weltkriegs statt. Die drei wertvollen Toren mit zahlreichen silbernen Ritualgegenständen wurden während des Krieges nach Prag überführt und befinden sich heute im dortigen Jüdischen Museum. Nach dem Krieg wurde die Synagoge ausgeraubt und stark verwüstet.
1952 kaufte die Tschechoslowakische Hussitische Kirche das Gebäude, baute es um und nutzt es seit 1961 zu eigenen Zwecken als Gemeindehaus; 1987 kam es noch einmal zu einer umfangreichen Restaurierung des Außen- wie Innenbereichs, wobei unter anderem auch Fragmente der ursprünglichen Wandmalerei einschließlich hebräischer Inschriften erneuert wurden.

## Architektur
Das ursprüngliche Gebäude von 1760/62 wurde im Barockstil errichtet, die Rekonstruktionen von 1860 haben sich am neugotischen Stil orientiert. Die Innenausstattung wurde schlicht gehalten. Anbauten enthielten die Wohnung des Rabbiners, das rituelle Bad sowie eine Frauenempore. 1870 wurden Räumlichkeiten für den Gesangverein Šir Zion und 1892 eine Apsis angebaut. Außerdem wurde auf dem Gelände eine Schule errichtet.
Am 8. September 2000 wurde das Gebäude zum Kulturdenkmal erklärt.